# Porto de Muge
Porto de Muge é uma aldeia portuguesa situada na freguesia de Valada, concelho do Cartaxo.

## História
Deve o seu nome à existência de um porto fluvial e à proximidade com o povoado de Muge, dando origem à sua designação actual.
Segundo Mário Saa em As grandes vias da Lusitânia, existiria já na época romana, um trajecto entre Azambuja e Santarém que passava pela estância de Porto de Muge, dando a entender que já nesta altura haveria aqui um povoado. De resto, o porto fluvial ligava a margem norte à margem sul, através de uma barca, do mesmo modo que servia para a expedição de produtos agrícolas ora rio abaixo, ora rio acima, oriundos de terras tão férteis que já na época árabe eram bastante elogiadas.
Já em 1552, e segundo os registos do termo de Santarém, contabilizavam-se em Porto de Muge e Salvaterra 30 embarcações, dando a entender a importância deste porto. Com a constituição em 1648 da Casa Cadaval em Muge, a barca do Porto de Muge assumia nova preponderância, pelo seu papel no trajecto que os nobres faziam desde Lisboa a Muge, pois era aqui que atravessavam o rio. No designado "rossio" da aldeia, existia a ermida de São João Baptista onde se benziam os tripulantes das viagens, num rio em tempos de outra expressão física, e de outra navegação.
Em 1904, foi materializada a expansão da rede ferroviária para sul, através da Ponte Rainha D. Amélia, passando a ser até à recente transformação da Ponte 25 de Abril, a mais importante travessia ferroviária do Tejo. Em 2001, esta mesma ponte que em 1987 tinha sido substituída por uma outra, foi convertida para trânsito rodoviário correspondendo assim ao desejo da população local.